# زیردریایی دلفین
زیردریایی دلفین (به انگلیسی: Russian submarine Delfin) یک زیردریایی است که طول آن 19.6 m می‌باشد. این زیردریایی در سال ۱۹۰۲ ساخته شد.